# Losone
Losone est une commune suisse du canton du Tessin, située dans le district de Locarno.

Photo aérienne (1953)

## Culture et patrimoine

### Héraldique
| Blason | Blasonnement : D'argent à la tour crénelée d'azur chargée d'un lion du champ lampassé de gueules. |